# Epameinondas Kavvadias
Epameinondas Kavvadias (in greco Επαμεινώνδας Καββαδίας?; Atene, 1º gennaio 1886 – Atene, 10 aprile 1965) è stato un ammiraglio e politico greco, che combatté nelle guerre balcaniche, e in seguito ricoprì più volte l'incarico di Capo di stato maggiore della Marina. Nel corso della seconda guerra mondiale fu comandante della flotta e Vice Ministro degli Affari navali del governo greco in esilio. Nominato nel 1947 Aiutante di campo onorario di Sua Maesta re Paolo, nel 1950 andò a ricoprire l'incarico di Addetto navale presso l'Ambasciata di Grecia a Londra.

## Biografia
Nacque ad Atene nel 1886 da una famiglia proveniente da Cefalonia, ed entrò nella Regia Accademia Navale nel corso del 1902. Brevettatosi nel 1906, iniziò a prestare servizio nella Marina Reale con il grado di sottotenente, combattendo nel corso delle guerre balcaniche a bordo del cacciatorpediniere Nafkratousa. Durante la campagna dell'Asia Minore comandò in successione, i cacciatorpediniere Thyella e Niki. Costretto a lasciare la marina in seguito al colpo di Stato dell'11 settembre 1922 per via delle sue convinzioni monarchiche, fu reintegrato in servizio dal dittatore Theodoros Pangalos nel 1925. 
Promosso capitano di vascello, ebbe come primo incarico il ruolo di Capo di stato maggiore della Marina, ricoprendolo dall'agosto 1933 al luglio 1934. Nel corso del 1935 fu nominato comandante della flottiglia sommergibili, ma prestò ancora servizio come Capo di stato maggiore della Marina dal dicembre 1936 al gennaio 1937. Successivamente prestò servizio come comandante della base navale di Salamina, rimanendovi fino al 1939, ricoprendo nuovamente l'incarico di Capo di stato maggiore della Marina tra l'agosto e il settembre 1938. Promosso nel frattempo contrammiraglio, nel settembre 1939, allo scoppio della seconda guerra mondiale, divenne Comandante in capo della flotta. Diresse le operazioni belliche durante la guerra italo-greca del novembre 1940-maggio 1941. In seguito all'invasione tedesca dell'aprile 1941 trasferì le principali unità della flotta nel Medio Oriente controllato dai britannici. Rimase al comando della flotta, alzando la sua insegna sull'incrociatore corazzato Georgios Averof, fino al 2 maggio 1942, quando fu nominato Vice Ministro degli Affari navali del governo greco in esilio, incarico che ricoprì fino al 25 marzo 1943.
Nel 1946 fu inviato a Londra in qualità di addetto navale, e nel 1950 pubblicò le sue memorie di guerra sotto il titolo di: The naval war of 1940 as I experienced it. Per aver curato la riorganizzazione della flotta greca nel corso della seconda guerra mondiale, il 1º luglio 1947  fu insignito del titolo di Commendatore dell'Ordine della Croce al Valore, e nel corso di quello stesso anno fu nominato Aiutante di campo di re Paolo.
Nominato Comandante onorario della flotta nel corso del 1963, si spense ad Atene il 10 aprile 1965.

### Annotazioni
1. ↑  In lingua greca "Ο ναυτικός πόλεμος του 1940 όπως τον έζησα".

### Fonti
1. 1 2 3 4 5 6 7 8  (EL) Διατελέσαντες Αρχηγοί ΓΕΝ: Καββαδίας, Επαμεινώνδας, su hellenicnavy.gr, Hellenic Navy. URL consultato il 10 maggio 2015 (archiviato dall'url originale il 4 marzo 2016).